# Atom Heart Mother World Tour
Atom Heart Mother World Tour – pierwsza ogólnoświatowa trasa koncertowa grupy Pink Floyd, która odbyła się na przełomie 1970 i 1971 r. Obejmowała Europę, Amerykę Północną, Japonię i Australię.
W 1970 r. zespół dał 24 koncerty w Europie i 20 w Ameryce Północnej. W 1971 r. odbyło się 35 koncertów w Europie, 3 w Japonii i 2 w Australii.

## Program koncertów
Typowa setlista w 1970
1. „Astronomy Dovine”
2. „Interstellar Overdrive”
3. „Set the Controls for the Heart of the Sun”
4. „A Saucerful of Secrets”
5. „Cymbaline”
6. „Green is the Colour”
7. „Main Theme”
8. „Careful with that Axe, Eugene”
9. „Sysyphus” pts. 1-4
10. „Grantchester Meadows”
11. „Embryo”
12. „The Violent Sequence”
13. „Heart Beat, Pig Meat”
14. „Atom Heart Mother”
15. „Fat Old Sun”
16. „Alan's Psychedelic Breakfast”
17. „Several Species of Small Furry Animals Gathered Together in a Cave and Groowing with a Pict”
18. „Corossion”
19. „More Blues”

## Lista koncertów

### Koncerty w 1970
- 12 września – Bois de Vincennes, Paryż, Francja – Fete de'l Humanite
- 16 września – Londyn, Anglia – Playhouse Theater
- 26 września – Filadelfia, Pensylwania, USA – Electric Factory
- 27 września – New York City, Nowy Jork, USA – Filmore East
- 1 października – Portland, Oregon, USA – Memorial Coliseum
- 2 i 3 października – Seattle, Waszyngton, USA – Moore Theatre
- 6 października – Ellensburg, Waszyngton, USA – Central Washington University
- 7 października – Vancouver, Kanada – Vancouver Gardens
- 8 października – Calgary, Kanada – Jubilee Auditorium
- 9 października – Edmonton, Kanada – Sales Pavillion Annex
- 10 października – Saskatoon, Kanada – Centennial Auditorium
- 11 października – Regina, Kanada – Centre of the Arts
- 13 października – Winnipeg, Kanada – Centennial Concert Hall
- 15 października – Salt Lake City, Utah, USA – Terrace Ballroom
- 16 i 17 października – San Rafael, Kalifornia, USA – Pepperland Auditorium
- 18 października – San Diego, Kalifornia, USA – Intercollegiate Baseball Facility na University of California
- 21 października – San Francisco, Kalifornia, USA – Filmore West
- 23 października – Santa Monica, Kalifornia, USA – Civic Center
- 25 października – Boston, Massachusetts, USA – The Tea Party
- 6 listopada – Amsterdam, Holandia – Concertgebouw
- 7 listopada – Rotterdam, Holandia – Groote Zall w De Doelen
- 11 listopada – Göteborg, Szwecja – Konserthuset
- 12 listopada – Kopenhaga, Dania – Falkoner Centret (dwa koncerty)
- 13 listopada – Aarhus, Dania – Veljby-Risskov Halen
- 14 listopada – Hamburg, Niemcy Zachodnie – Ernst-Merck Halle
- 21 i 22 listopada – Montreux, Szwajcaria – Altes Casino
- 25 listopada – Ludwigshafen, Niemcy Zachodnie – Friedrich Ebert Halle
- 26 listopada – Stuttgart, Niemcy Zachodnie – Killesberghalle
- 27 listopada – Hanower, Niemcy Zachodnie – Niedersachsenhalle
- 28 listopada – Saarbrücken, Niemcy Zachodnie – Saarlandhalle
- 29 listopada – Monachium, Niemcy Zachodnie – Circus Crone
- 4 i 5 grudnia – Paryż, Francja – ORTF TV Studios
- 11 grudnia – Brighton, Anglia – The Big Apple
- 12 grudnia – Dagenham, Anglia – The Roundhouse
- 18 grudnia – Birmingham, Anglia – Town Hall
- 20 grudnia – Bristol, Anglia – Colston Hall
- 21 grudnia – Manchester, Anglia – Free Trade Hall
- 22 grudnia – Sheffield, Anglia – City Hall

### Koncerty w 1971
- 17 stycznia – Londyn, Anglia – Chalk Farm
- 23 stycznia – Leeds, Anglia – Refectory Hall na Leeds University
- 3 lutego – Devon, Anglia – Great Hall na University of Exeter
- 12 lutego – Colchester, Anglia – Lecture Theater na University of Essex
- 13 lutego – Farnborough, Anglia – Students Union Bar na Technical College
- 20 lutego – Mile End, Londyn, Anglia – Student Union na Technical College
- 22 lutego – Lyon, Francja – Théâtre du Huitième (odwołany)
- 24 lutego – Münster, Niemcy Zachodnie – Munsterlandhalle
- 25 lutego – Hamburg, Niemcy Zachodnie – Grosser Sall w Musikhalle
- 26 lutego – Offenbach, Niemcy Zachodnie – Stadthalle
- 27 lutego – Frankfurt, Niemcy Zachodnie – Festhalle
- 3 kwietnia – Rotterdam, Holandia – Sportpaleis Ahoy
- 12 kwietnia – Sunderland, Anglia – Locarno
- 16 kwietnia – Doncaster, Anglia – Top Rank Suite
- 22 kwietnia – Norwich, Anglia – Norwich Lads Club
- 7 maja – Lancaster, Anglia – Central Hall na University of Lancaster
- 15 maja – Londyn, Anglia – Crystal Palace Bowl
- 18 maja – Stirling, Anglia – Stirling University
- 19 maja – Edynburg, Szkocja – Caledonian Cinema
- 20 maja – Glasgow, Szkocja – The Ballroom na University of Strathclyde
- 21 maja – Nottingham, Anglia – Trent Polytechnic w Nottinghamshire
- 2 czerwca – Edynburg, Szkocja – Student Health Centre & Refectory na Edinburgh University
- 4 czerwca – Düsseldorf, Niemcy Zachodnie – Philipshalle
- 5 czerwca – Berlin Zachodni, Niemcy Zachodnie – Sportpalast
- 12 czerwca – Lyon, Francja – Palais des Sports
- 15 czerwca – Royamount, Francja – Abbaye de Royamount (występ w programie ORTF francuskiej telewizji)
- 19 czerwca – Brescia, Włochy – Palazzo dello Mostra
- 20 czerwca – Rzym, Włochy – Palaeur dello Sport EUR
- 22 czerwca – Pilton, Anglia – Glastonbury Fayre w Worthy Farm (odwołany)
- 23 czerwca – Hatfield, Anglia – Main Hall w  Hatfield Polytechnic
- 26 czerwca – Amsterdam, Holandia – Amsterdamse Bos
- 1 lipca – Ossiach, Austria – Stifsthoff
- 6 i 7 sierpnia – Hakone, Japonia – Hakone Aphrodite (oba występy w ramach festiwalu Open Air Festival)
- 9 sierpnia – Osaka, Japonia – Festival Hall
- 13 sierpnia – Melbourne, Australia – Festival Hall
- 15 sierpnia – Sydney, Australia – Randwick Racecourse
- 18 i 19 września – Montreux, Szwajcaria – Pavillon de Montreux (oba występy w ramach festiwalu Festival de Musique Classique)
- 22 września – Sztokholm, Szwecja – Kungliga Tenishallen w Lindingovagen
- 23 września – Kopenhaga, Dania – KB Hallen
- 28 września – Sztokholm, Szwecja – Kungliga Tenishallen w Lindingovagen
- 30 września – Londyn, Anglia – Paris Theater (występ sfilmowany przez stację BBC)
- 4, 5, 6 i 7 października – Pompeje, Włochy – Amfiteatr rzymski
- 10 października – Bradford, Anglia – Great Hall na Bradford University
- 11 października – Birmingham, Anglia – Town Hall